# آدم بن سليمان
آدم بن سليمان تابعي وأحد رواة الحديث النبوي، ووالد المحدث يحيى بن آدم، سكن الكوفة. روى عنه سفيان الثوري. وكان قليل الحديث.

## سيرته
اسمه آدم بن سليمان. مولى خالد بن خالد بن عمارة بن الوليد بن عقبة بن أبي معيط. سكن في الكوفةً ويكنى أبو يحيى. هو أبو يحيى بن آدم المحدث الذي كان بالكوفة. وكان خالد بن خالد رجلا سريا مريا شريفا.

## روايته للحديث
روى عنه سفيان الثوري وسعيد بن جبير ويونس بن أبي إسحاق وعطاء ونافع وشعبة وإسرائيل
- الجرح والتعديل:[2]
  - أبو حاتم الرازي : صالح
  - أحمد بن شعيب النسائي : ثقة
  - ابن حجر العسقلاني : صدوق
  - مصنفوا تحرير تقريب التهذيب : ثقة